# Wingia
Wingia is een geslacht van vlinders van de familie sikkelmotten (Oecophoridae), uit de onderfamilie Oecophorinae.

## Soorten
- W. aurata (Walker, 1864)
- W. dorophanes (Meyrick, 1914)
- W. eonephella (Meyrick, 1883)
- W. hesperidella (Meyrick, 1883)
- W. lambertella (Wing, 1849)
- W. lechriozona Turner, 1946
- W. rectiorella (Walker, 1864)
- W. subrosea (Turner, 1894)
- W. synnephela Turner, 1917
- W. thalamia (Meyrick, 1883)
- W. theophila (Meyrick, 1886)